# Sách Đệ Nhị Luật
Đệ nhị luật là cuốn sách thứ năm của Kinh thánh Do Thái và Cựu Ước. Đệ nhị luật tiếp tục ghi chép lại hành trình bốn mươi năm của dân tộc Israel trong sa mạc, nhưng được cách ngôn bởi Moses. Trung tâm của nó là hệ thống lề luật mà Moses tha thiết căn dặn Israel phải ghi nhớ và thực thi vì chính đây là những điều Thiên Chúa đã truyền dạy cho họ thông qua ông. Tất cả gồm ba bài đại thuyết giảng. Phần lớn giới nghiên cứu cho rằng, Đệ nhị luật có thể được biên soạn vào cuối thế kỷ 7 trước Công Nguyên, trong quá trình triển khai thực hiện cải cách tôn giáo theo vua Josiah (Giô-si-a), cho đến khi Judah (Giuđa) bị sụp đổ trước người Babylon năm 586 TCN.
Tên gọi "Đệ nhị luật" trong tiếng Việt của Công giáo Rôma bắt nguồn từ tiếng Hy Lạp: Deuteronomion (Latinh: Deuteronomium), nghĩa là "pháp luật thứ hai". Tuy nhiên, Tin Lành lại gọi quyển sách này là "Phục truyền luật lệ ký".